# Collegio elettorale di Giugliano in Campania (Senato della Repubblica)
Il collegio di Giugliano in Campania fu un collegio elettorale uninominale della Repubblica Italiana per l'elezione del Senato della Repubblica. Apparteneva alla circoscrizione Campania e fu utilizzato per eleggere un senatore nella XII, XIII e XIV legislatura.
Venne istituito nel 1993 con la cosiddetta Legge Mattarella (Legge n. 276, Norme per l'elezione del Senato della Repubblica), attuata in seguito al referendum abrogativo del 1993. La legge istituì per la Camera dei deputati e per il Senato della Repubblica un sistema di elezione misto, in parte maggioritario e in parte proporzionale. Il 75% dei parlamentari dell'assemblea veniva eletto in collegi uninominali tramite sistema maggioritario a turno unico; il restante 25% al Senato veniva eletto tramite recupero proporzionale dei più votati non eletti attraverso un meccanismo di calcolo denominato "scorporo", cioè sottraendo dal conteggio dei voti totali di una lista nella parte proporzionale i voti ottenuti dai candidati collegati alla medesima lista che erano eletti nei collegi uninominali con il sistema maggioritario.
Il collegio venne abolito insieme a tutti gli altri che costituivano il Senato con la promulgazione della legge elettorale successiva, la cosiddetta Legge Calderoli. Questa prevedeva un sistema proporzionale con premio di maggioranza, che al Senato veniva attribuito a livello regionale.

## Territorio
Il collegio di Giugliano in Campania era uno dei 22 collegi uninominali in cui era suddivisa la Campania e, come previsto dal D.Lgs. del 20 dicembre 1993 n. 535, era interamente compreso nella provincia di Napoli e comprendeva i seguenti comuni: Calvizzano, Casandrino, Frattamaggiore, Giugliano in Campania, Grumo Nevano, Melito di Napoli, Mugnano di Napoli, Qualiano, Sant'Antimo e Villaricca.

## Eletti
| Elezione | Elezione | Senatore                   | Partito            |
| -------- | -------- | -------------------------- | ------------------ |
|          | 1994     | Giovanni Lubrano di Ricco  | Progressisti (Ind) |
|          | 1996     | Giovanni Lubrano di Ricco  | L'Ulivo (Ind)      |
|          | 2001     | Gaetano Antonio Pellegrino | Casa delle Libertà |

## Dati elettorali

### XII legislatura
|                               | Giovanni Lubrano di Ricco ✔️ Eletto | Progressisti                  | 44 327  | 38,06 |  |  |  |  |  |
|                               | Rosa Anna Palumbo                   | Polo del Buon Governo         | 36 204  | 31,09 |  |  |  |  |  |
|                               | Aniello Palumbo ✔️ Eletto           | Patto per l'Italia            | 30 186  | 25,92 |  |  |  |  |  |
|                               | Gennaro Sarnataro                   | Alleanza Meridionale          | 3 043   | 2,61  |  |  |  |  |  |
|                               | Giovanni Grimaldi                   | Unione Cristiani e Riformisti | 2 700   | 2,32  |  |  |  |  |  |
| Totale                        | Totale                              | Totale                        | 116 460 | 100   |  |  |  |  |  |
|                               |                                     |                               |         |       |  |  |  |  |  |
| Voti non validi               | Voti non validi                     | Voti non validi               | 12 834  | 9,93  |  |  |  |  |  |
| Votanti                       | Votanti                             | Votanti                       | 129 294 | 80,50 |  |  |  |  |  |
| Elettori                      | Elettori                            | Elettori                      | 160 619 |       |  |  |  |  |  |
|                               |                                     |                               |         |       |  |  |  |  |  |
| Data: 27-28 marzo 1994        |                                     |                               |         |       |  |  |  |  |  |
| Fonte: Ministero dell'interno |                                     |                               |         |       |  |  |  |  |  |

### XIII legislatura
|                               | Giovanni Lubrano di Ricco ✔️ Eletto | L'Ulivo                            | 57 831  | 46,49 |  |  |  |  |  |
|                               | Vittorio Lemmo                      | Polo per le Libertà                | 51 871  | 41,70 |  |  |  |  |  |
|                               | Settimio Masella                    | Movimento Sociale Fiamma Tricolore | 5 414   | 4,35  |  |  |  |  |  |
|                               | Vincenzo Lombardi                   | Democrazia Sociale                 | 5 292   | 4,25  |  |  |  |  |  |
|                               | Giuliano Palma                      | Socialista                         | 3 980   | 3,20  |  |  |  |  |  |
| Totale                        | Totale                              | Totale                             | 124 388 | 100   |  |  |  |  |  |
|                               |                                     |                                    |         |       |  |  |  |  |  |
| Voti non validi               | Voti non validi                     | Voti non validi                    | 10 545  | 7,81  |  |  |  |  |  |
| Votanti                       | Votanti                             | Votanti                            | 134 933 | 77,21 |  |  |  |  |  |
| Elettori                      | Elettori                            | Elettori                           | 174 772 |       |  |  |  |  |  |
|                               |                                     |                                    |         |       |  |  |  |  |  |
| Data: 21 aprile 1996          |                                     |                                    |         |       |  |  |  |  |  |
| Fonte: Ministero dell'interno |                                     |                                    |         |       |  |  |  |  |  |

### XIV legislatura
|                               | Gaetano Antonio Pellegrino ✔️ Eletto | Casa delle Libertà                   | 68 278  | 46,08 |  |  |  |  |  |
|                               | Guido De Martino                     | L'Ulivo                              | 48 586  | 32,79 |  |  |  |  |  |
|                               | Antonio Iodice                       | Democrazia Europea                   | 9 578   | 6,46  |  |  |  |  |  |
|                               | Raffaele Acunzo                      | Partito della Rifondazione Comunista | 8 923   | 6,02  |  |  |  |  |  |
|                               | Rocco Lupoli                         | Lista Di Pietro                      | 5 324   | 3,59  |  |  |  |  |  |
|                               | Giuseppe Agliata                     | Fiamma Tricolore                     | 4 568   | 3,08  |  |  |  |  |  |
|                               | Maria Grazia Giacobbo                | Lista Pannella-Bonino                | 2 316   | 1,56  |  |  |  |  |  |
|                               | Ciro Cristiano                       | Forza Nuova                          | 596     | 0,40  |  |  |  |  |  |
| Totale                        | Totale                               | Totale                               | 148 169 | 100   |  |  |  |  |  |
|                               |                                      |                                      |         |       |  |  |  |  |  |
| Voti non validi               | Voti non validi                      | Voti non validi                      | 18 934  | 11,33 |  |  |  |  |  |
| Votanti                       | Votanti                              | Votanti                              | 167 103 | 82,26 |  |  |  |  |  |
| Elettori                      | Elettori                             | Elettori                             | 203 131 |       |  |  |  |  |  |
|                               |                                      |                                      |         |       |  |  |  |  |  |
| Data: 13 maggio 2001          |                                      |                                      |         |       |  |  |  |  |  |
| Fonte: Ministero dell'interno |                                      |                                      |         |       |  |  |  |  |  |